# Кукурудзу
Кукурудзу или Кастеллу ди Кукурудзу (корс. Castellu di Cucuruzzu, фр. Cucuruzzu) — сооружение бронзового века культуры торре. Находится на высоте 900 м над уровнем моря на гранитном плато Пьяну на территории коммуны Левие в провинции Альта-Рокка на юге острова Корсика.
Каменный комплекс был случайно обнаружен в 1959 году. Раскопки в 1960-х годах открыли замок, площадью 1200 м². Некоторые из камней в стенах сооружения весят более тонны. Комплекс постоянно использовался в середине-конце бронзового века (2 тыс. до н. э.). Затем вблизи не существовало долговременных поселений, в результате чего здание хорошо сохранилось. В Кукурудзу были найдены бытовые предметы бронзового века, которые находятся в музее Альта-Рокки в Левие.
В 1982 году Кукурудзу был внесён в список исторических памятников Франции. Вблизи находятся средневековое укрепление Капула, а также «Лес времени» (Forêt du temps).